# Lunga (Kornat)
Lunga je nenaseljeni otočić u hrvatskom dijelu Jadranskog mora.
Njegova površina iznosi 0,609 km². Dužina obalne crte iznosi 4,38 km.